# Josep Varela i Serra
Josep Varela i Serra (Besalú, 29 de desembre de 1943) és un mestre, escriptor i polític català, diputat al Parlament de Catalunya en la IV Legislatura.

## Biografia
Catedràtic de Matemàtiques d'Ensenyament Mitjà. Ha estat membre de la Junta Directiva d'Òmnium Cultural (1980-1986). És soci del Centre Excursionista de Lleida, de l'Ateneu Popular de Ponent, de la Unió Esportiva Lleida i del Club Natació Lleida.
En 1976 militava a Reagrupament Democràtic i Socialista, però en 1980 ingressà a CDC, ha estat Delegat de Cultura de la província de Lleida (1981) i delegat d'ensenyament de la província de Lleida (1981-1992). Ha estat portaveu de CiU a la paeria de Lleida de 1991 a 1999, diputat al Parlament de Catalunya a les eleccions de 1992. Ha estat vicepresident de la Comissió sobre la Problemàtica del Tercer Món. i senador per la província de Lleida a les eleccions generals espanyoles de 1996 i 2000. Ha estat vicepresident primer de la Comissió Mixta dels Drets de la Dona.
Des de l'any 2000 es dedica a l'ensenyament com a professor de matemàtiques. El 2004 va tornar a treballar a l'institut IES Gili i Gaya de Lleida a secundària, on ja hi havia fet classes i havia estat director abans de ser Delegat d'Ensenyament.

## Llibres publicats
- VARELA I SERRA, Josep. Converses amb sis alcaldes de Lleida. Lleida: Pagès, 1993. 190 p.
- VARELA I SERRA, Josep. Maria Rúbies i el repte constant: política, religió i pedagogia a la Catalunya del segle XX. Lleida: Pagès, 2008. 357 p.
- VARELA I SERRA, Josep. Les vides d'Eduard Aunós : una apassionant trajectòria política entre la Monarquia i la Dictadura (1894-1967). Lleida: Pagès, 2010. 323 p.
- VALERA I SERRA, Josep. El temps dels Roig: tres generacions d'una família de la plaça Sant Joan de Lleida. Lleida: Pagès, 2014. 167 p.
- VARELA I SERRA, Josep. Mossèn Jesús Tarragona i el seu món. Lleida: Institut d'Estudis Ilerdencs, 2015. 305 p.
- VARELA I SERRA, Josep. Felip Solé i Olivé: pedagogia i tenacitat al servei d'un país (1880-1947). Lleida: Institut d'Estudis Ilerdencs, 2017. 334 p.
- VARELA I SERRA, Josep. L'habitant de la Seu Vella. Lleida: Pagès, 2022. 384 p.[4]